# Kasangati
Kasangati – miasto w południowej Ugandzie, w regionie Środkowym. Według danych na rok 2014 liczyło 142 361 mieszkańców.